# Jérôme Champion de Cicé
Jérôme Marie Champion de Cicé (né le 3 septembre 1735 à Rennes - mort le 19 août 1810 à Aix-en-Provence,) est un homme d'Église et un homme politique français du XVIIIe siècle.
Nommé garde des sceaux par Louis XVI, il est l'auteur du projet de déclaration des droits en 24 articles qui a servi de base à la Déclaration des droits de l'homme et du citoyen de 1789. 
Il est considéré comme l'un des « pères » de la Déclaration des droits de l'homme et du citoyen de 1789.

## Biographie

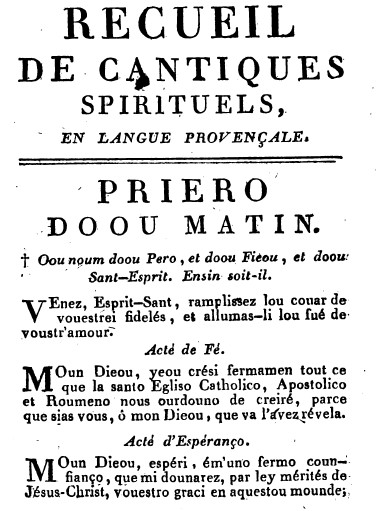
Première page de l'édition bilingue Français/provençal des Cantiques spirituels de Champion de Cicé.

Né à Rennes le 3 septembre 1735, Jérôme Champion de Cicé fait ses études au collège du Plessis, où il a pour condisciples Boisgelin de Cucé, Loménie de Brienne, Morellet et Turgot. En 1763, il est docteur en théologie à la Sorbonne. Il est le petit-neveu de Louis Armand Champion de Cicé, missionnaire au Canada, en Chine puis au Siam dont il est le vicaire apostolique et évêque in partibus infidelium de Sabule de 1701 à 1727.
Dès 1760, il est nommé abbé commendataire de l'abbaye de Chantemerle, qui lui procure un revenu annuel de 2 000 à 2 500 livres. Ordonné prêtre en 1761, il devient vicaire général à Auxerre, où son frère aîné Jean-Baptiste-Marie Champion de Cicé vient d'être nommé évêque.
De 1765 à 1770, il est agent général du clergé de France et conseiller d'État. En 1770, il se lie d'amitié avec Turgot et publie avec César-Guillaume de La Luzerne, son collègue à l'agence (depuis évêque de Langres), les Rapports de l’agence, contenant les principales affaires du clergé, qui se sont passées depuis l’année 1765 jusqu’en l’année 1770, où il relate son expérience d'agent du clergé.
Il est nommé évêque de Rodez en 1770. En 1771, il lance une grande enquête à travers son diocèse, par l'intermédiaire d'un questionnaire imprimé envoyé à tous les curés. La majeure partie des questions concerne l’état de la population, ses moyens de subsistance, l’économie, la santé… une seule le domaine spirituel. Il publie en 1776 le Procès verbal de l’Assemblée générale du clergé de France tenue à Paris en 1770, un fort volume de 868 pages. En 1779 est créée au sein de la généralité de Montauban, l’administration provinciale de Haute-Guyenne, regroupant le Quercy et le Rouergue, et c’est Champion de Cicé qui en est nommé président. À ce titre, il supervisera notamment la modernisation du cadastre, dans le but d’une réévaluation des impôts.
Nommé ensuite archevêque de Bordeaux en 1781, il contribua en 1786 à créer l'Institut national des jeunes sourds (INJS) de Bordeaux.
Le 14 février 1789, il publie un Mandement prescrivant des prières pour le succès des États généraux, qui déplaît fortement à la noblesse.
Élu — comme son frère aîné Jean-Baptiste-Marie, évêque d'Auxerre —  député du clergé aux États généraux de 1789, il fut chargé de présenter les travaux du Comité sur la Constitution dont le texte de la Déclaration des droits de l'homme et du citoyen de 1789. 
Au lendemain de la nuit du 4 Août, Jérôme Champion de Cicé fut nommé garde des sceaux par Louis XVI. Trois jours à peine après sa nomination, le 7 août, il se rendit à l’Assemblée nationale avec sept autres ministres, envoyés par le roi « qui ne veut faire qu’un avec sa nation » pour demander comment rétablir l’ordre. Necker parle alors de l’état des finances.
Par la suite, il ne s’adressera à l’Assemblée que comme garde des sceaux pour maintenir, dans la mesure du possible, la liaison entre le roi et les députés. Le 21 novembre 1790, après la proclamation de la Constitution civile du clergé, il démissionna de sa charge de garde des sceaux, et décida de reprendre ses fonctions de député. Ayant demandé un congé pour se reposer, il ne fut pas présent lors du débat sur le serment qu’il ne prononça pas.
Son nom ayant été placé sur la liste des absents[Quoi ?] (18 juillet 1791), il émigra, d'abord à Bruxelles, puis en Hollande. De 1795 à 1802, il s'installe à Londres, où il retrouve des monarchistes comme Malouët ou Lally-Tollendal, ainsi que des prélats libéraux comme Boisgelin et Fontanges.
Le 8 octobre 1801, il publie à Londres un document de 15 pages Lettre de Mgr l’archevêque de Bordeaux à ses diocésains, dans lequel il leur expose les motifs de sa démission, intervenue à la demande du pape.
Le 21 février 1802, il rentre en France, et est presque aussitôt (le 9 avril) nommé archevêque d'Aix-en-Provence, diocèse qui comprenait à la fois les Bouches-du-Rhône et le Var.
Jérôme Champion de Cicé fut sensible à la question des langues régionales, et publia dans les différents diocèses dont il eut la charge des Catéchismes en idiome local.
Le 15 janvier 1805, Jérôme Champion de Cicé est élevé à la dignité d’officier de l’ordre national de la Légion d'honneur. Trois ans plus tard, le 16 septembre 1808, il est fait comte d'Empire par Napoléon.
Il meurt de maladie à Aix-en-Provence au palais archiépiscopal le 19 août 1810,.

## La Déclaration des droits de l'homme et du citoyen de 1789
L'idée d'une déclaration des droits est empruntée à l'Amérique ; le rapporteur du Comité de constitution nommé le 14 juillet 1789, Jérôme Champion de Cicé, le reconnut expressément dans le rapport qu'il présenta le 27 juillet : « Cette noble idée conçue dans un autre hémisphère, devait ne préférence se transplanter d'abord parmi nous. Nous avons concouru aux événements qui ont rendu à l'Amérique septentrionale sa liberté : elle nous montre sur quels principes nous devons appuyer la conservation de la nôtre ; et c'est le Nouveau-Monde, où nous n'avions autrefois apporté que des fers, qui nous apprend aujourd'hui à nous garantir du malheur d'en porter nous-mêmes. »
Une quinzaine de projets de Déclaration furent successivement présentés à l'Assemblée au cours de l'été 1789 (projets de La Fayette, Target, Mounier, Mirabeau, Sieyès, Gouges-Cartou, etc.). L'Assemblée donna la priorité, le 19 août, à celui qui avait pour titre « Projet de Déclaration des droits de l'homme et du citoyen, discuté dans le sixième bureau », dirigé par Champion de Cicé. C’est certainement pour son équilibre que le projet rapporté par Champion de Cicé fut choisi par les députés pour servir de base à la Déclaration. La modération de l’archevêque de Bordeaux, son art du consensus séduisirent les députés. En outre, le projet du sixième bureau permettait de ne pas avoir à choisir entre les projets des ténors du moments qu'étaient La Fayette, Sieyès ou Mirabeau.
Le projet rapporté par Champion de Cicé comptait initialement 24 articles. Du 20 août au 26 août 1789, l'Assemblée débattit et amenda le projet, article par article. Le 26 août 1789, l'Assemblée adopta les 17 articles de la Déclaration des droits de l'homme et du citoyen. Les articles 12 à 16 étaient directement issus du projet du sixième bureau.

## Armes
| Blason | Blasonnement : Écartelé : au 1 d'azur à la croix pattée d'or; au 2 et 3 d'azur à 3 écussons d'argent chargés de 3 bandes de gueules; au 4 de gueules à la fasce d'hermine. |

### Sources et bibliographie
- « Jérôme Champion de Cicé », dans Adolphe Robert et Gaston Cougny, Dictionnaire des parlementaires français, Edgar Bourloton, 1889-1891 [détail de l’édition]
- « Champion de Cicé, Jérôme-Marie », dans Jean-Loup Avril, 500 bretons à connaître, Saint-Malo, Éditions L'Ancre de marine, 1989 (ISBN 2-905970-17-0), p. 45.
- « CHAMPION DE CICÉ (Jérôme-Marie) », dans Louis-Gabriel Michaud, Biographie universelle ancienne et moderne : histoire par ordre alphabétique de la vie publique et privée de tous les hommes avec la collaboration de plus de 300 savants et littérateurs français ou étrangers, 2e édition, 1843-1865 [détail de l’édition]
- François Cadilhon, « Jérôme-Marie Champion de Cicé : vivre en archevêque à la fin du XVIIIe siècle », Revue d'histoire de l'Église de France, no 202,‎ 1993, p. 47-62 (DOI 10.3406/rhef.1993.1094, lire en ligne)